# Штайнах (приток Родаха)
Штайнах (нем. Steinach) — река в Германии, протекает по землям Тюрингия и Бавария. Правый приток Родаха. Речной индекс 24146. Длина реки 46,9 км. Площадь бассейна составляет 240 км². Начало Штайнах берет в окрестностях Нойхаус-ам-Реннвега на высоте 813 м. Впадает в Родах в городке Редвиц-ан-дер-Родах. Высота устья 272 м
Система водного объекта:  Родах → Майн → Рейн → Северное море.